# Преображенка (Липецкая область)
Преображенка — деревня в Измалковском районе Липецкой области России. Входит в состав Преображенского сельсовета.

## География
Деревня находится в западной части Липецкой области, в лесостепной зоне, на левом берегу реки Большая Чернава при впадении в неё реки Кривец, на расстоянии примерно 14 километров (по прямой) к юго-западу от Измалкова, административного центра района. Абсолютная высота — 152 метра над уровнем моря.

### Климат
Климат характеризуются как умеренно континентальный, с умеренно холодной продолжительной зимой и тёплым летом. Средняя температура воздуха самого холодного месяца (января) — −11 — −9,9 °C; самого тёплого месяца (июля) — 19,5 — 20 °C. Вегетационный период длится в среднем 180 дней. Среднегодовое количество атмосферных осадков варьирует в пределах от 450 до 500 мм, из которых около 75 % выпадает в тёплый период в виде дождя.

### Часовой пояс
Деревня Преображенка, как и вся Липецкая область, находится в часовой зоне МСК (московское время). Смещение применяемого времени относительно UTC составляет +3:00.

## Население
| 2010 |
| ---- |
| 142  |

### Половой состав
По данным Всероссийской переписи населения 2010 года в гендерной структуре населения мужчины составляли 49,3 %, женщины — соответственно 50,7 %.

### Национальный состав
Согласно результатам переписи 2002 года, в национальной структуре населения русские составляли 99 % из 141 чел.